# Lochmaddy
Lochmaddy är en by på ön North Uist, i Yttre Hebriderna, Skottland. Byn är belägen 20 km 
från Leverburgh. Orten har 300 invånare.